# Chaetozone atlantica
Chaetozone atlantica är en ringmaskart som beskrevs av McIntosh 1885. Chaetozone atlantica ingår i släktet Chaetozone och familjen Cirratulidae. Inga underarter finns listade i Catalogue of Life.